# Мельник Тетяна Лук'янівна
Тетяна Лук'янівна Мельник (1914, місто Мала Виска, тепер Маловисківського району Кіровоградської області — ?) — українська радянська діячка, вчителька, директор Паліївської неповної середньої школи Маловисківського району Кіровоградської області. Депутат Верховної Ради УРСР 2-го скликання.

## Життєпис
Народилася у родині службовця. Після закінчення неповної середньої школи працювала на різних роботах і одночасно навчалася на робітничому факультеті, який завершила у 1933 році.
У 1933—1937 роках — студентка Полтавського педагогічного інституту.
У 1937—1941 роках — вчителька української мови і літератури середньої школи села Озери Полтавської області.
Під час німецько-радянської війни була евакуйована у Сталінградську область РРФСР, де працювала вчителькою.
З 1944 року — вчителька, директор Паліївської неповної середньої школи Маловисківського району Кіровоградської області.

## Нагороди
- медаль «За доблесну працю у Великій Вітчизняній війні 1941—1945 років»